# Static cast
У мові C++ оператор static_cast здійснює явне приведення типу. Перетворення, що виконуються за допомогою static_cast, не є типобезпечними, оскільки перевірка типів відбувається тільки на етапі компіляції; під час виконання можуть приводитися значення несумісних типів.

## Синтаксис
```
static_cast
 
<
 
type
 
>
 
(
 
object
 
)

```

static_cast створено для виконання всіх видів перетворень, які дозволені компілятором. Оператор static_cast аналогічний до оператора «круглі дужки» за винятком того, що він не виконує приведення вказівників на базові типи до вказівників на довільні типи (для цього використовується оператор reinterpret_cast). static_cast також не може відкидати модифікатори const, volatile та __unaligned — для цього використовується оператор const_cast.
Обмежень на тип object немає. Обмеження на type існує: повинен існувати спосіб привести тип, яким є object, до типу type.
У загальному випадку static_cast може генерувати додатковий код, наприклад, виклик перевантаженого оператора приведення типу або конструктора.
Помилки можливі у таких випадках:
- приведення до неправильного типу;
- відсутність способу приведення.

## Застосування
- приведення цілих типів до дійсних і навпаки;
- перетворення значень типів з різною розрядністю (як збільшення, так і зменшення розрядності);
- задля усунення попередження компілятора про можливу втрату точності, наприклад, при передачі аргументу типу double у функцію, яка приймає float;
- приведення вказівників до типу void* і навпаки;
- приведення вказівників на довільні типи до вказівників на базові типи, але не навпаки;
- явний виклик конструктора з одним аргументом або перевантаженого оператора приведення типу;

```
struct
 
Type
 
{

   
// конструктор з одним аргументом для приведення типу int до типу Type

   
Type
 
(
 
int
 
);

   
// перевантажений оператор для приведення типу Type до типу double

   
operator
 
double
 
()
 
const
;

};

int
 
main
 
()
 
{

   
Type
 
x
,
 
y
;

   
int
 
i
;

   
double
 
d
;

   
// виклик конструктора з одним аргументом

   
x
 
=
 
y
 
+
 
static_cast
<
 
Type
 
>
(
 
i
 
);

   
// виклик перевантаженого оператора приведення типу

   
d
 
=
 
static_cast
<
 
double
 
>
(
 
x
 
);

   
return
 
0
;

}

```

Конструктор може мати більше аргументів, але для них повинні бути задані значення за замовчуванням:
```
struct
 
Type
 
{

   
// конструктор з кількома аргументами для приведення типу Type до типу int;

   
// для другого і третього аргументів указані значення за замовчуванням

   
Type
 
(
 
int
,
 
int
 
=
 
10
,
 
float
 
=
 
0.0
 
);

};

```

- приведення типів у шаблонах (компілятор уже при спеціалізації шаблона вирішує, які операції використовувати);
- приведення операндів тернарного оператора умови «?:» до одного типу (значення 2-го і 3-го операндів повинні мати один і той же тип);

## Приклади
```
// Отримати відсоток влучень

double
 
hitpercent
 
(

   
const
 
int
 
aHitCount
,
 
// кількість влучень

   
const
 
int
 
aShotCount
 
// кількість пострілів

)
 
{

   
if
 
(
 
aShotCount
 
==
 
0
 
)
 
return
 
0.0
;

   
// Приведення типів до double відбувається для виклику оператора ділення дійсних чисел

   
// замість оператора ділення цілих чисел, тому результатом буде дійсне, а не ціле, число

   
return
 
static_cast
<
 
double
 
>
(
 
aHitCount
 
*
 
100
 
)
 
/
 
static_cast
<
 
double
 
>
(
 
aShotCount
 
);

}

// наступні рядки еквівалентні

// використання оператора static_cast

string
 
s
 
=
 
static_cast
<
 
string
 
>
(
 
"Hello!"
 
);

// виклик конструктора з одним аргументом

string
 
s
 
=
 
string
(
 
"Hello!"
 
);

// використання оператора "круглі дужки"

string
 
s
 
=
 
(
string
)
 
"Hello!"
;

string
 
s
 
=
 
static_cast
<
 
string
 
>
(
 
5
 
);
 
// не компілюється, компілятор не може знайти підхожий конструктор

```